# Polygonia castanea
Polygonia castanea är en fjärilsart som beskrevs av Ruggero Verity 1950. Polygonia castanea ingår i släktet Polygonia och familjen praktfjärilar. Inga underarter finns listade i Catalogue of Life.